# Вольфганг Шивельбуш
Вольфґанґ Шивельбуш (нар. 1941, Берлін) — німецький науковець.

## Життєпис
Німецький історик культури Вольфґанґ Шивельбуш народився у 1941 році у Берліні. Після Другої світової війни він штудіював у Франкфурті літературу, театрознавство, філософію й соціологію, але згодом зосередився на історичних дослідженнях процесів європейської модернізації й урбанізації, ролі техніки та технології у повсякденному житті, трансформації колективних уявлень про простір і час у цьому контексті. Вчений застосовував підхід, близький до історії ментальностей та інтелектуальної історії. Його методологія ґрунтується на історичній соціології європейської цивілізації, розвинутій Норбертом Еліасом. І саме ця методологія дозволила Шивельбушу здобути світове визнання. Згодом автор переїхав до США, де продовжував свої дослідження, і наразі ділить своє життя між Німеччиною та цією країною.
Книжки Шивельбуша відомі в усьому світі. Їх перекладено багатьма мовами, зокрема англійською, турецькою, китайською, корейською та японською. У 2003 році Берлінська Академія мистецтв нагородила автора премією Генриха Манна. У 2005 році Шивельбуш став лауреатом наукової премії Фонду Абі Варбурґа, а у 2013 – премії Лессінґа Вільного Ганзейського міста Гамбурґ.
В Україні книжка «Смаки раю», вперше вийшла друком у видавництві «Критика» 2007 року. У 2014 році у видавництві «Ніка-Центр» побачила світ інша книжка цього автора «Розчаклована ніч. До історії штучного світла у XIX столітті».
Загалом, усі праці німецького дослідника мають особливу цінність: звертаючись до історії непомітних уже сьогодні речей, вони створюють опорні точки для нашої уяви, даючи змогу поринути, немов у батискафі, крізь товщу століть у людський світ, яким він був задовго до того, як став нам звичним.

## Інтернет-ресурси
- Literature by and on Wolfgang Schivelbusch in the Catalog of the German National Library
- In a Cold Crater (full text) available for free via the University of California Press
- Vapourtrain, a BBC Radio 3 programme featuring interviews with Wolfgang Schivelbusch